# Нова Кам'янка (Львівський район)
Нова́ Ка́м'янка (до 1946 року - Кам'янка Нова) — село у Львівському районі Львівської області. Розташована на правобережжі р. Рати на межі Розточчя і Малого Полісся.

## Походження назви
Назва «Кам'янка» походить від великої кількості каміння, розкиданого на південному-заході села. «Новою Кам'янкою» село стали називати після того, як у селі Кам'янка-Волоська збудували нову церкву, парафіянами якої стали жителі навколишніх присілків. До того в Кам'янці-Волоській уже існували парафії: Кам'янка-Старе Село, Кам'янка-Лісова, Кам'янка-Липник.

## Історія

### Давні часи
На територіях, де розташоване нині поселення, люди жили ще дуже давно. Про це говорять знахідки, що, за свідченням археологів, належать до періодів палеоліту, мезоліту та неоліту.
Знаряддя доісторичних часів масово почали знаходити у 60-х роках минулого століття, коли великі площі земель стали обробляти глибокоорною технікою. Після оранки (з глибини до 50 см.) люди знаходили дивні кам'яні знаряддя — предмети користування своїх далеких родичів. Відтак назбиралося чимало підйомного археологічного матеріалу. Нині в аматорів, у шкільному музеї, у Львівському історичному музеї є знахідки, створені предками 7-4 тисячоліть тому, а окремі, грубі кам'яні знаряддя — різці — ймовірно і 10 тисяч років тому.
Серед знахідок — крем'яні: ножі, сокири, серпи, проколки, різці, долото, відбійник, наконечники списа, стріли тощо; кам'яні: сокири, рубила, скребки, молот, ножі та інші.
Великий археологічний матеріал, знайдений в різних урочищах села, надає йому особливого доісторичного статусу, бо навряд чи ще якийсь населений пункт може «похвалитися» чимось подібним.

### Заснування села
Перша згадка про село Нова Кам'янка сягає XVI ст. Належало воно в той час до Белзького воєводства. Село Нова Кам'янка як окрема територіально-адміністративна одиниця було утворене шляхом розформування громади одного з найбільших сіл Галичини Кам'янки Волоської з приходом у 1939 р. на землі західної України радянської влади. Межі села визначили колишні присілки (урочиська) Кам'янки Волоської: Буди, Пільце, Криве, Крушина та частина Бишкова, які вже до того, у 1882 році, відійшли до новоутвореної в Кам'янці Волоській парафії — Нова Кам'янка.
Парафію в Новій Кам'янці відкрили за згодою перемишльського єпископа Івана Ступницького. До того в храмі Теодозія Печерського, який у селі було урочисто освячено 16 травня 1867 року, правили службу священники з сусідніх церков. Першим парохом парафії в Новій Кам'янці став о. Віктор Сиротинський (01.03.1856—06.12.1925). Після нього священиками у цій парафії були: у 1925—1928 — Михайло Ванькович, у 1928—1945 — Василь Кулинич, 1946—1953 — Теодор Сологуб, 1953—1962 — Орест Лисяк та інші.
1886 року в селі відкрили першу початкову (приходську) школу. Діти вчилися два роки в першому і два роки в другому класі. В ті часи директором школи був Прислонський. А після його смерті — Роман Юрчинський.
13 листопада 1887 р. через терени Кам'янки Волоської зі станцією на Липнику почали курсувати поїзди з Рави-Руської до Жовкви і далі до Львова. В той час власником села був Ян Чайковський (1813—1897).

### ХХ століття
1904 р. — у Новій Кам'янці відкрито хату-читальню «Просвіти».
27 червня 1941 р. — у центрі села відбувся бій між німецькими і радянськими солдатами.
1950 р. — у селі створено колгосп імені Лесі Українки.
4 листопада 1990 р. — у Новій Кам'янці посвячено відновлену могилу Січовим Стрільцям — борцям за волю України.

## Населення

### Мова
Розподіл населення за рідною мовою за даними перепису 2001 року:
| Мова       | Кількість | Відсоток |
| ---------- | --------- | -------- |
| українська | 260       | 99.24%   |
| російська  | 1         | 0.38%    |
| румунська  | 1         | 0.38%    |
| Усього     | 262       | 100%     |

## Відомі люди
- Злочовський Зенон — український діаспорний композитор духовної музики.
- Лупій Григорій Васильович — заслужений працівник культури України, перший директор Львівського історико-культурного музею-заповідника «Личаківський цвинтар».
- Лупій Олесь Васильович (1938 р.) — український поет, сценарист, Заслужений діяч мистецтв України, лауреат Державної премії України ім. Т. Г. Шевченка. Брат кінорежисера Я. В. Лупія.
- Лупій Ярослав Васильович — український кінорежисер, Народний артист України. Брат О. В. Лупія.
- Огорілко Іван (1995 - 01.01.2023) - боєць 63-ої ОМБр, загинув у м. Бахмут, Бахмутського району, Донецької області. Поховали захисника в с. Нова Кам'янка.
- Чавс Роман (1994 - 09.08.2022) - уродженець с. Нова Кам'янка, житель с. Лавриків, боєць ЗСУ, загинув у боях на Миколаївщині. Поховали захисника на кладовищі в с. Лавриків.
- Рза-Кулієв Іван Олегович (1989 - 25.09.2023) - боєць ЗСУ, загинув у районі н.п. Зелене Поле, Волноваського району, Донецької області. Поховали захсиника 06.10.2023 на кладовищі с. Нова Кам'янка.